# Amicta mauretanica
Amicta mauretanica är en fjärilsart som beskrevs av Rothschild 1913. Amicta mauretanica ingår i släktet Amicta och familjen säckspinnare. Inga underarter finns listade i Catalogue of Life.